# Forstertyna
Forstertyna là một chi nhện trong họ Nicodamidae.